# 菲耶拉-迪普里米耶罗
菲耶拉-迪普里米耶罗（義大利語：Fiera di Primiero），是意大利特伦托自治省的一个市镇。总面积0.15平方公里，人口510人，人口密度3400.0人/平方公里（2009年）。ISTAT代码为022084。